# Jupiter och Thetis
Jupiter och Thetis (franska: Jupiter et Thétis) är en oljemålning av den franske konstnären Jean-Auguste-Dominique Ingres. Den är målad 1811 och är utställd på Musée Granet i Aix-en-Provence.
Ingres var den mest övertygade nyklassicisten i sin generation. Rena konturer, kyliga färger och gestalter baserade på antik skulptur och Rafaels måleri var kärnan i hans stil. 
Målningen föreställer en scen ur Homeros Iliaden där havsnymfen Thetis vädjar till Jupiter (eller Zeus med grekisk namnform) att bistå hennes son Akilles under det trojanska kriget. Hon hade lyckats förmå Akilles att dra sig undan Agamemnons krig mot Troja, men när Akilles vänner hittade honom på ön Skyros, avbildat av Ingres i målningen Akilles mottager i sitt tält Agamemnons sändebud, övertalade de honom att återvända till kriget. 
Ingres är berömd för sina skulpturala långsträckta kvinnoryggar som såg ut att ha några extra kotor (jämför till exempel Badande kvinna och Den stora odalisken). Thetis knäböjer inför den massiva majestätiska Jupiter som sitter på sin tron på berget Olympen. Den senares hållning har drag av Ingres nyklassicistiska gestaltning av Napoleon I på kejsartronen (1806) och förebådar hans verk Homeros apoteos (1827). 